# فابيان
فابيان (باللاتينية: Fabianus)‏ هو بابا الكنيسة الكاثوليكية العشرون وقديس وفق المعتقدات المسيحية، كان أسقف روما بين 10 يناير 236 و20 يناير 250، خلفًا للبابا أنتيروس.
يقول المؤرخ الكنسي أوسابيوس القيصري، أن البابا قد تم انتخابه انتخابًا، من قبل الأساقفة ووجهاء المسيحيين في روما، ويقول أن حمامة من نار، تستعمل عادة في وصف الروح القدس، قد هبطت على رأس فابيان، ولذلك فقد تم اخيتاره بالتزكية، على الرغم من وجود عدد من الشخصيات الأكثر شهرة ونفوذًا وأقدمية بين مسيحيي المدينة. ويقال أنه عمّد فيليب العربي وابنه، وأنه حسن التنظيم الكنسي لمدينة روما، وجدد سراديب الموتى التي كان يدفن بها المسيحييون قتلى الاضطهاد، كما أنه عمل على تنظيم أموال خاصة تدفع لذوي هؤلاء الضحايا بهدف إعالتهم.
وفق مؤرخين قدماء، لكنهم عاشوا في زمن بعيد عن زمن البابا، فإن البابا فابيان أرسل إرساليات تبشيرية لتبشير ملك فرنسا وعموم بلاد الغال، ومن بين هؤلاء تروفيمس وآل وبول ناربون الذي بشر في تولوز ونيس الذي أصبح أسقف كليرمونت. كما أنه خلال أيامه جلب جثمان البابا بونتيان من سردينيا وفدن في روما، وقد دامت حبريته أربع عشر عامًا، وانتهت بقتله على يد الإمبراطورية الرومانية، خلال الاضطهاد الذي قاده الإمبراطور داكيوس الوثني على المسيحيين، وكان البابا أول من مات من المسيحيين خلال الاضطهاد، في 20 يناير 250.
على الرغم من أن المعلومات حول التعاليم اللاهوتية لهذا البابا قليلة للغاية، إلا أنه من المعروف، تركيزه على سر الميرون وقال أنه يجب الحفاظ على طريقة تركيبه المستوحاة من العهد القديم والتي نقل التقليد أن "يسوع قد أعلمها خلال العشاء الأخير، للتلاميذ"، ويعتبر من البابوات الهامين في تاريخ الكنيسة المبكر، ويشار إلى أنه تبادل الرسائل مع اللاهوتي العلامة أوريجانوس، كما نقل المؤرخ فلافيان.
وقد دفن البابا في مقبرة كاليستوس، وقد نقل رفاته لاحقًا إلى كنيسة سان سيباستيان في فوري من قبل البابا كليمنت الحادي عشر، حيث خصص المصلى الألباني على شرفه، ولا يزال يحتفل بتذكاره السنوي في 20 يناير.